# Emów
Emów (prononciation : [ˈɛmuf]) est un village polonais de la gmina de Wiązowna dans le powiat d'Otwock de la voïvodie de Mazovie dans le centre-est de la Pologne.
Il se situe à environ 3 kilomètres au sud-ouest de Wiązowna (siège de la gmina), 4 kilomètres au nord d'Otwock (siège du powiat) et à 21 kilomètres à l'est de Varsovie (capitale de la Pologne).
Le village compte approximativement une population de 327 habitants en 2009.

## Histoire
De 1975 à 1998, le village appartenait administrativement à la voïvodie de Varsovie.